# Jezioro Lahontan
Jezioro Lahontan (ang. Lake Lahontan) – dawne jezioro endoreiczne położone w rejonie Wielkiej Kotliny w północno-zachodniej części stanu Nevada u podnóża gór Sierra Nevada. 
Powstało w czasie ostatniej epoki lodowcowej około 12–15 tysięcy lat temu, u stóp topniejącego lądolodu i było drugim co do wielkości jeziorem pluwialnym na półkuli północnej. Mierzyło około 21 tysięcy km² i rozciągało się na obszarze Nevady, Kalifornii oraz Oregonu. Jego głębokość wynosiła 270 m. Z powodu zmian klimatycznych i znacznych wahań poziomu wody, jezioro zaczęło stopniowo wysychać i około 9000 lat temu zanikło niemal całkowicie. Obniżenie lustra wody doprowadziło do powstania kilku mniejszych jezior, z których większość również szybko wyschła. Nieliczne, które pozostały to m.in. Pyramid Lake i Walker Lake.
Znaleziska archeologiczne odkryte wzdłuż dawnego brzegu wskazują, że istnienie jeziora zbiegło się w czasie z pojawieniem się pierwszych ludzi w regionie.